# Jimmy Dawson (Fußballspieler, 1927)
James Emslie Irvine Bannerman „Jimmy“ Dawson (* 21. Dezember 1927 in Stoneyburn; † 7. Februar 2005 in Leicester) war ein schottischer Fußballspieler.

## Karriere
Dawson machte im schottischen Junior Football als Außenstürmer bei den Stoneyburn Wanderers und Polkemmet auf sich aufmerksam, darunter Leicester Citys Scout Walter McLean. Mitte 1946 bemühten sich eine Reihe von Profiklubs um seine Verpflichtung, wobei sich der englische Zweitligist Leicester durchsetzte. Dawson war bis zu seiner Entlassung aus dem Militärdienst der Royal Air Force im November 1947 kein Vollzeitprofi bei Leicester und arbeitete auch als Maurer. So musste Leicesters Trainer Johnny Duncan in Folge mehrerer verletzungsbedingter Ausfälle unmittelbar vor einem Zweitliga-Heimspiel gegen Birmingham City im September 1946 auf der Baustelle vorsprechen, auf der mit Bobby Anderson, Don Revie und Dawson drei seiner Nachwuchsspieler arbeiteten, um dort zu erreichen, dass die Spieler rechtzeitig für die Partie in den Feierabend gehen durften. Alle drei arbeiteten den Tag ohne Mittagspause und gehörten abends, ergänzt um George Dewis und Johnny King, zur jüngsten Angriffsreihe der Klubgeschichte. Der 2:1-Sieg gegen Birmingham war der erste Heimsieg Leicesters seit Dezember 1945 und wurde überschwänglich in der Presse gefeiert. Dawson arbeitete am nächsten Morgen wieder auf der Baustelle. Wenige Tage nach seinem Debüt spielte er mit dem Nachwuchsteam Leicesters gegen eine niederländische Juniorenauswahl und wurde beim 4:1-Sieg für seine „sehr gute Ballkontrolle und seine Geschwindigkeit“ gelobt.
Dawson blieb die folgenden zwei Jahre auf Einsätze im Reserveteam limitiert. erst in der Saison 1948/49 kam der Flügelstürmer wieder sporadisch zum Zug. Seine vier Saisonauftritte verteilten sich auf Einsätze als linker Außenstürmer und rechter Läufer, dabei vertrat er Charlie Adam bzw. Walter Harrison. Während das Team in der zweiten Liga im Abstiegskampf steckte, erreichte man sensationell das Finale um den FA Cup. Dawson kam im Wettbewerb nicht zum Einsatz, reiste aber als Ersatzmann mit dem Team zum Finale im Wembley-Stadion, das gegen die favorisierten Wolverhampton Wanderers mit 1:3 verloren wurde. Unmittelbar nach Saisonende wurde seinem Transfergesuch stattgegeben und Dawson wechselte für eine unbekannte Ablösesumme zum amtierenden Meister FC Portsmouth.
Bei Portsmouth bildeten die beiden englischen Nationalspieler Jack Froggatt und Peter Harris die Flügelzange, Dawson blieb während seiner zweijährigen Zugehörigkeit fast ausschließlich auf Einsätze im Reserveteam beschränkt. Seinen einzigen Pflichtspielauftritt für Portsmouths erste Mannschaft hatte Dawson im Oktober 1949 als Vertreter von Harris bei einer 0:3-Niederlage im Ligaspiel bei West Bromwich Albion, weitere mögliche Einsätze verhinderte auch eine im Januar 1950 notwendig gewordene Meniskusoperation. Das Team verteidigte am Saisonende erfolgreich seinen Meistertitel, Dawson erhielt allerdings mit nur einer bestrittenen Partie keine Meisterschaftsmedaille. Bereits nach einer Saison wurde er von Portsmouth auf die Transferliste gesetzt, zu seinem Abgang kam es aber erst im Sommer 1951.
Dawson blieb als Portsmouth-Spieler bei der Football League registriert und bestritt im Sommer 1951 zunächst ein erfolgloses, einmonatiges Probetraining bei Northampton Town, bevor er sich im Oktober 1951 Corby Town anschloss, die in der United Counties League spielten. Dawson gewann mit dem Team den Meistertitel der United Counties League, ein Erfolg, zu dem er mit 5 Treffern in 26 Pflichtspielauftritten beitrug. Im Sommer 1952 kehrte Dawson für Probetrainings in seine schottische Heimat zurück. Ein Angebot des FC St. Mirren lehnte er ab, stattdessen schloss er sich wenig später dem Erstligisten Third Lanark an. Seine Zeit bei Third Lanark war nur von kurzer Dauer, nach drei Einsätzen im Scottish League Cup 1952/53 verließ er den Klub alsbald, soll in der Folge in der Reserve von Southend United gespielt haben, ehe er sich zum Jahresbeginn 1953 Lockheed Leamington in der Birmingham Combination anschloss. Weiterhin in Leicester wohnhaft, verblieb Dawson bis 1955 bei Lockheed, bevor er sich dem in Loughborough ansässigen Klub Brush Sports anschloss, der in der Birmingham & District League spielte. Dort gab es bereits nach wenigen Monaten Unstimmigkeiten wegen der Bezahlung und bereits nach einem Jahr zog er weiter zum Ligakonkurrenten Hinckley Athletic.
Im Juli 1961 wurde er als Assistenztrainer von Vernon Chapman beim in Leicester beheimateten Klub Enderby Town vorgestellt, der in der Leicestershire Senior League spielte.